# Monument de Catherine II
Le monument de Catherine II est un monument dédié à l'impératrice Catherine II de Russie, situé à Simféropol en Crimée.

## Premier monument

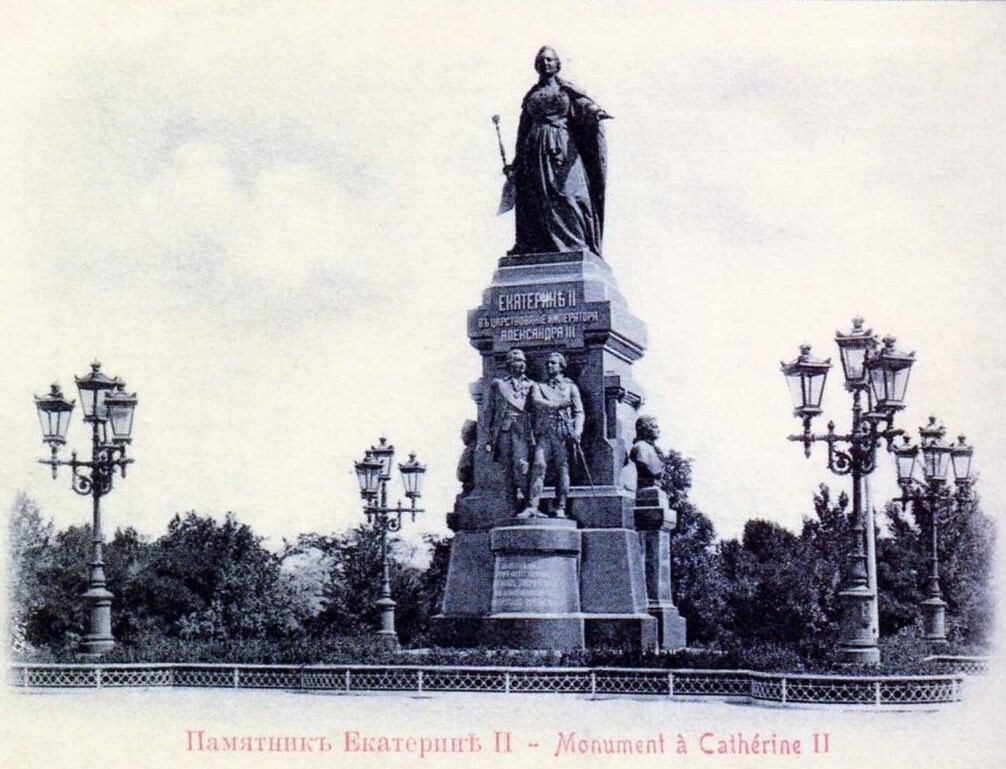
Le monument de Catherine II au début du XXe siècle.

L'auteur du premier monument érigé en l'honneur de Catherine II est l'académicien Nikolaï Laveretski. Il est érigé pour le centenaire du rattachement de la Crimée à la Russie, par souscription populaire et levées de fonds organisées entre autres par le gouverneur de Tauride, Andreï Vsevolojski et par le maréchal de la noblesse de Tauride, William Olive. Le monument est inauguré le 18 octobre 1890, dans le jardin municipal de Simféropol. La statue de l'impératrice est en bronze sur un piédestal de granite. L'impératrice tient dans la main droite son sceptre et une carte déployée de la Crimée et de la gauche pointe vers la ville. Autour du socle sont disposées des sculptures d'hommes d'État de l'époque de Catherine: le prince Potemkine, le prince Dolgorouki-Krimski, le maréchal Souvorov  l'ambassadeur de Russie en Turquie, Iakov Boulgakov.
Après la révolution de Février, le monument est menacé de démolition. Au début du mois d'avril 1917, une foule de soldats et d'ouvriers tente de le faire tomber en vain. Après l'instauration de la république socialiste soviétique de Crimée, le 29 avril 1919, le maire bolchéviquene la ville, Evgueni Bagatouriants, ordonne de le démanteler, ce qui est fait le 1er mai. Lorsque les bolchéviques sont chassés de Crimée par les Blancs quelques mois plus tard, le monument est remis en place le 1er décembre 1919. L'arrivée au pouvoir du pouvoir soviétique provoque finalement son démontage en mai 1921 et l'on installe à sa place un monument de la « Libération de la Crimée », statue d'un prolétaire en plâtre et ciment. À la fin des années 1930, la statue est remplacée par une statue de Lénine. Juste après la chute de l'URSS, dans les années 1990, des discussions ont lieu pour remettre le monument de Catherine II, mais les autorités ukrainiennes de l'époque s'y opposent.

## Remise en place

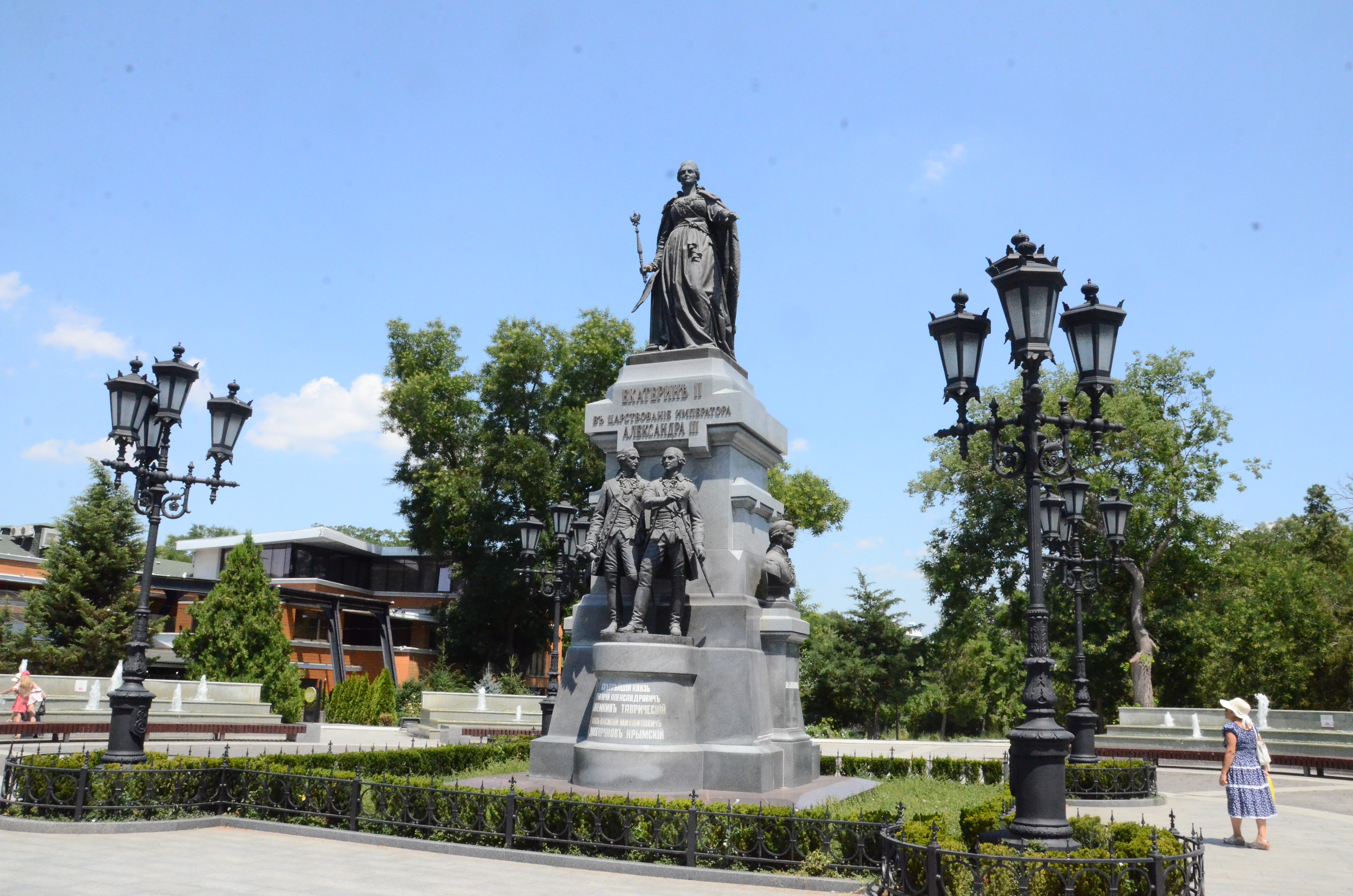
Le monument de Catherine II en 2021.

Finalement, une pétition propose le 2 juin 2007 d'ériger une copie de ce monument. Cette initiative suscite l'opposition du congrès des nationalistes ukrainiens,.
Le maire de Simféropol décide de le remettre en place en 2014 et les travaux commencent en janvier 2015. En mars 2015, l'organisation publique interrégionale « Unité russe », dirigée par Elena Axionova, prend l'initiative de restaurer le monument historique de Simféropol. Le projet est soutenu par le Fonds de Saint-Basile le Grand qui annonce une collecte de fonds à l'échelle nationale pour la restauration du monument. Un compte spécial est ouvert pour cela et 47 millions de roubles, sont collectés, notamment par le biais de dons par SMS. La maquette du nouveau monument est travaillée d'après les archives photographiques par les sculpteurs moscovites Constantin Koubychkine et Igor Yarovski. L'entrepreneur général est l'usine de sculpture et de production Lit Art de la ville de Joukovski près de Moscou. Les travaux commencent en mars 2016 et le monument est prêt en juin, envoyé à Simféropol et posé sur son fondement, le 25 juin 2016,. La cérémonie d'inauguration solennelle se déroule le 19 août 2016.
Le monument mesure 10 m de hauteur et pèse environ  7 tonnes.